# Isodon pharicus
Isodon pharicus là một loài thực vật có hoa trong họ Hoa môi. Loài này được (Prain) Murata mô tả khoa học đầu tiên năm 1955.